# فرودگاه ریور ران رنچ
 فرودگاه ریور ران رنچ (به انگلیسی: River Run Ranch Airport) یک فرودگاه خصوصی است که یک باند فرود خاک دارد و طول باند آن ۷۶۲ متر است. این فرودگاه در کشور ایالات متحده آمریکا قرار دارد و در ارتفاع ۷۹۲ متری از سطح دریا واقع شده‌است.